# 禁止教务
禁止教务（英語：Interdict）是一种天主教处罚，一旦被处以“禁止教务”的处罚，从弥撒到出生洗礼、婚礼、葬礼统统不能举行。开除教籍是给个人的处罚，而禁止教务则是给居民共同体的处罚。中世纪罗马教廷常用禁止教务与开除教籍处罚俗界。